# Natasia Demetriou
Natasia Demetriou, född 1985 i Camden, London, är en brittisk skådespelare.
Demetriou har bland annat medverkat i TV-serien What We Do in the Shadows (2019-2022). Hon har även medverkat i filmerna Trollkarlens elefant och Teenage Mutant Ninja Turtles: Mutant Mayhem från 2023.

## Filmografi (i urval)
- 2019–2024 – What We Do in the Shadows (TV-serie)
- 2021 – Teenage Euthanasia (TV-serie)
- 2023 – Trollkarlens elefant
- 2023 – Teenage Mutant Ninja Turtles: Mutant Mayhem